# Benoît Mandelbrot
Benoît Mandelbrot (20. november 1924 – 14. oktober 2010) var en fransk matematiker, født i Polen; ansat ved IBM's Thomas J. Watson Research Center i New York 1958 – 93 (som fellow fra 1974) og professor ved forskellige amerikanske universiteter, senest Yale fra 1987. I 1975 indførte han betegnelsen fraktalgeometri som en fælles ramme for strukturer, der ikke falder ind under den klassiske geometri, men kan bruges som modeller for objekter i naturen som fx kystlinjer og snefnug. Hans bog The Fractal Geometry of Nature (1982) har været medvirkende til emnets opblomstring og popularitet.

## Liv
Han blev født i Warszawa, men familien flyttede til Frankrig, da han var 12 år gammel. Hans familie havde stærke akademiske traditioner, hans mor var doktor, og en af hans farbrødre, Szolem Mandelbrojt, var professor i matematik i Paris.
Mandelbrot studerede i Paris indtil 2. verdenskrig brød ud, hvorefter familien flyttede til Tulle i det sydlige Frankrig. I 1944 vendte han tilbage til Paris og påbegyndte studier i matematik ved École polytechnique med blandt andet Gaston Julia og Paul Pierre Lévy som lærere. Han tog sin eksamen i 1947 og tilbragte derefter to år ved California Institute of Technology, hvor han studerede aerodynamik. Tilbage i Frankrig fortsatte han sine matematiske studier ved Universitetet i Paris og fik der en doktorgrad 1952.
Mellem 1949 og 1957 var Mandelbrot medlem af Centre national de la recherche scientifique, og han tilbragte også et år ved Institute for Advanced Study i Princeton i USA, med støtte fra John von Neumann. I 1955 giftede han sig med Aliette Kagan, og de flyttede til Genève.
I 1958 flyttede familien til USA, hvor Mandelbrot blev ansat ved IBM's J. Watson Research Centre i delstaten New York. Han forblev hos IBM under resten af sit virksomme liv og udnævntes til IBM Fellow, en hæderstitel for fremstående forskningsarbejde.
Efter at have forladt IBM i 1987 blev han Sterling Professor of Mathematical Sciences ved Yale University. Han tildeltes i 2003 den prestigefyldte Japanpris for sin forskning.

## Forskning
Fra 1955 arbejdede Mandelbrot med problemer og publicerede artikler inden for så vidt forskellige områder som informationsteori, økonomi og strømningsmekanik.
I 1967 publicerede han en artikel i tidskriftet Science med titlen "How Long Is the Coast of Britain? Statistical Self-Similarity and Fractional Dimension". I denne artikel diskuterer Mandelbrot selvsimulerende kurver, dvs. kurver med mønstre og strukturer, der gentager sig selv regelbundet i stadig mindre skala, så at alt ser ens ud uafhængigt af i hvilken skala, man betragter dem. Sådanne kurver har en fraktal dimension mellem 1 og 2 og er eksempler på "fraktaler", et begreb Mandelbrot siden formulerede; ordet anvendte han første gang i 1975 i publikationen Les objets fractals, forme, hasard et dimension.
I 1979, mens han var gæsteprofessor ved Harvard University, begyndte Mandelbrot at studere den fraktal, som kaldes Juliamængden. Han startede fre tidligere arbejder af Gaston Julia og Pierre Fatou, og ved hjælp af datamaskiner fremstillede Mandelbrot billeder af Juliamængder til ligningen z2 – c. Ved undersøgelser af, hvordan disse Juliamængder afhang af den komplekse parameter c, opdagede han den efter ham opkaldte Mandelbrotmængde. I 1982 publicerede han sine opdagelser i den meget kendte bog The Fractal Geometry of Nature. Bogen beskriver ikke kun Mandelbrot- og Juliamængderne, men desuden et stort antal fraktaler, som bygger på det såkaldte L-system. Mest kendt af disse er antagelig "Abetræet" (engelsk: monkeys' tree), som i lighed med mange andre fraktaler i bogen bygger på von Kochs snefnug, en kurve, som Mandelbrot ofte har anvendt som udgangspunkt for sine overvejelser og slutninger.
- Mandelbrotmængden: hvert billede er en forstørrelse af en del af det foregående billede.